# یاروشوو پیروشه
یاروشوو پیروشه (به لاتین: Jaroszewo Pierwsze) یک روستا در لهستان است که در گمینا میشچیسکو واقع شده‌است.